# Puchar Belgii w piłce siatkowej mężczyzn (2021/2022)
Puchar Belgii w piłce siatkowej mężczyzn 2021/2022 – 55. sezon rozgrywek o siatkarski Puchar Belgii zorganizowany przez Volley Belgium. Zainaugurowany został 10 września 2021 roku. W rozgrywkach wzięło udział 39 zespołów.
Rozgrywki składały się z sześciu rund: 1/32 finału, 1/16 finału, 1/8 finału, ćwierćfinałów, półfinałów i finału. Drużyny grające w EuroMillions Volley League zmagania rozpoczęły od 1/8 finału. Rywalizacja toczyła się w systemie pucharowym. Półfinały rozgrywane były w postaci dwumeczów, w pozostałych rundach o awansie decydowało jedno spotkanie.
Finał odbył się 27 lutego 2022 roku w Sportpaleis Antwerp w Antwerpii. Puchar Belgii po raz pierwszy zdobył klub Caruur Volley Gent, który w finale pokonał Lindemans Aalst.

## System rozgrywek
W Pucharze Belgii w sezonie 2021/2022 uczestniczyło 39 zespołów. Rozgrywki składały się z 1/32 finału, 1/16 finału, 1/8 finału, ćwierćfinałów, półfinałów oraz finału.
W 1/32 finału uczestniczyło 31 drużyn z lig niższych niż najwyższa klasa rozgrywkowa, tj. EuroMillions Volley League. Drużyny w drodze losowania utworzyły pary meczowe, a jedna otrzymała wolny los do następnej rundy. Awans do 1/16 finału uzyskali zwycięzcy meczów w poszczególnych parach. W 1/16 finału rywalizacja toczyła się analogicznie, a pary powstały na podstawie drabinki turniejowej. Zwycięzcy poszczególnych meczów w parach awansowali do 1/8 finału. Od tej fazy do rozgrywek dołączyły drużyny z EuroMillions Volley League.
W 1/8 finału w drodze losowania utworzone zostały pary meczowe. Do drużyn rozstawionych dolosowywane były drużyny nierozstawione. Na podstawie losowania powstała drabinka turniejowa dla wszystkich pozostałych rund. Zwycięzcy w parach 1/8 finału rywalizowali w ćwierćfinałach. W obu tych rundach o awansie decydowało jedno spotkanie.
W półfinałach drużyny w ramach par rozgrywały dwumecze. O awansie decydowała większa liczba zdobytych punktów. Za zwycięstwo 3:0 lub 3:1 drużyna otrzymywała 3 punkty, za zwycięstwo 3:2 - 2 punkty, za porażkę 2:3 - 1 punkt, natomiast za porażkę 1:3 lub 0:3 - 0 punktów. Jeżeli po rozegraniu dwumeczu obie drużyny zdobyły taką samą liczbę punktów, o awansie decydował tzw. złoty set grany do 15 punktów z dwoma punktami przewagi jednej z drużyn.
Wygrani w parach półfinałowych zmierzyli się w meczu finałowym. Zwycięzca meczu finałowego zdobył Puchar Belgii w sezonie 2021/2022.

## Drużyny uczestniczące
| EuroMillions Volley League (8 drużyn) | EuroMillions Volley League (8 drużyn) |
| ------------------------------------- | ------------------------------------- |
| Caruur Volley Gent                    | finał                                 |
| Decospan Volley Team Menen            | półfinał                              |
| Greenyard Maaseik                     | ćwierćfinał                           |
| Knack Roeselare                       | ćwierćfinał                           |
| Lindemans Aalst                       | zwycięstwo                            |
| Tectum Achel                          | ćwierćfinał                           |
| Volley Haasrode Leuven                | półfinał                              |
| Waremme Volley                        | 1/8 finału                            |

| Nationale 1 (12 drużyn)             | Nationale 1 (12 drużyn) |
| ----------------------------------- | ----------------------- |
| Amigos Van Pelt Sint-Antonius       | 1/8 finału              |
| Axis Guibertin                      | 1/8 finału              |
| BW Nivelles                         | 1/16 finału             |
| Envol Herve Mortroux Thimister VBC  | 1/32 finału             |
| Hellvoc Hemiksem-Schelle            | 1/8 finału              |
| Hollebeekhoeve Volley Noorderkempen | 1/32 finału             |
| Interfreight Brabo Antwerp VT       | 1/8 finału              |
| Mendo Booischot                     | 1/32 finału             |
| VC Zoersel                          | 1/16 finału             |
| VC Feniks Haacht                    | 1/16 finału             |
| VC Syneton Klein Brabant Puurs      | 1/8 finału              |
| VT Marke-Webis Wevelgem             | 1/8 finału              |

| Nationale 2 (18 drużyn)        | Nationale 2 (18 drużyn) |
| ------------------------------ | ----------------------- |
| Axis Guibertin B               | 1/32 finału             |
| Balti Kortrijk Spurs           | 1/32 finału             |
| Berg-op Wijgmaal               | 1/16 finału             |
| Bevo Geetbets                  | 1/32 finału             |
| D'hondt Volley Oudenaarde      | 1/16 finału             |
| Knack Roeselare B              | 1/16 finału             |
| Kruikenburg Ternat             | 1/32 finału             |
| KVC Sparvoc Lanaken-Briegden   | 1/32 finału             |
| M.Siks Blaasveld VC            | 1/32 finału             |
| Mendo Booischot B              | 1/16 finału             |
| Pervol Ruiselede               | 1/32 finału             |
| Rembert Torhout                | 1/32 finału             |
| Reno-Solutions VB Esneux       | 1/32 finału             |
| Vamos Stekene/Sint-Gillis-Waas | 1/32 finału             |
| VC Felco Gavere                | 1/32 finału             |
| VC Tesla Lint                  | 1/16 finału             |
| VT Safesign Hasselt            | 1/8 finału              |
| Waremme Volley B               | ćwierćfinał             |
| Pozostałe (1 drużyna)          |                         |
| VC Helios Zonhoven             | 1/32 finału             |

## Rozgrywki

### 1/32 finału
| 12.09.2021 17:00 (UTC+2) | VT Marke-Webis Wevelgem | 3:2 (25:16, 25:23, 20:25, 23:25, 15:10) | Rembert Torhout | Sporthal Marke, Kortrijk |

| 11.09.2021 20:30 (UTC+2) | D'hondt Volley Oudenaarde | 3:1 (25:21, 25:16, 21:25, 25:20) | Axis Guibertin B | Stedelijke Sporthal, Oudenaarde |

| 12.09.2021 18:00 (UTC+2) | Hollebeekhoeve Volley Noorderkempen | 2:3 (25:13, 16:25, 21:25, 25:20, 14:16) | Hellvoc Hemiksem-Schelle | Sporthal Diepvenneke, Vosselaar |

| 11.09.2021 20:00 (UTC+2) | VC Feniks Haacht | 3:0 (27:25, 25:23, 25:15) | Pervol Ruiselede | Sportcomplex Den Dijk, Haacht |

| 10.09.2021 21:00 (UTC+2) | Kruikenburg Ternat | 0:3 (13:25, 12:25, 11:25) | Interfreight Brabo Antwerp VT | Sporthal Kruikenburg, Ternat |

| 11.09.2021 20:30 (UTC+2) | M.Siks Blaasveld VC | 0:3 (13:25, 12:25, 11:25) | Berg-op Wijgmaal | Sporthal Ter Molen, Tisselt |

| 12.09.2021 18:00 (UTC+2) | VC Tesla Lint | 3:1 (25:21, 22:25, 26:24, 28:26) | Mendo Booischot | OC De Witte Merel, Lint |

| 12.09.2021 18:00 (UTC+2) | VC Felco Gavere | 0:3 (18:25, 19:25, 23:25) | Waremme Volley B | Gemeentelijke sporthal Overbeke, Asper |

| 11.09.2021 20:00 (UTC+2) | VT Safesign Hasselt | 3:1 (25:7, 24:26, 25:14, 25:14) | Bevo Geetbets | Stedelijke sporthal Runkst, Hasselt |

|  | Mendo Booischot B | wolny los |  |  |

| 11.09.2021 20:30 (UTC+2) | Amigos Van Pelt Sint-Antonius | 3:1 (25:18, 25:18, 22:25, 25:20) | KVC Sparvoc Lanaken-Briegden | Jartazi Arena, Sint-Antonius (Zoersel) |

| 11.09.2021 20:00 (UTC+2) | Knack Roeselare B | 3:0 (25:0, 25:0, 25:0) | VC Helios Zonhoven | Sporthal Schiervelde, Roeselare |

| 11.09.2021 17:30 (UTC+2) | Balti Kortrijk Spurs | 2:3 (27:25, 12:25, 25:21, 21:25, 7:15) | Axis Guibertin | Sportcampus Lange Munte, Kortrijk |

| 11.09.2021 17:00 (UTC+2) | BW Nivelles | 3:0 (25:18, 25:17, 25:21) | Vamos Stekene/Sint-Gillis-Waas | Salle omnisports de Baulers, Nivelles |

| 11.09.2021 20:30 (UTC+2) | VC Syneton Klein Brabant Puurs | 3:2 (21:25, 25:22, 25:21, 23:25, 15:13) | Envol Herve Mortroux Thimister VBC | Sporthal Vrijhals, Puurs |

| 11.09.2021 20:30 (UTC+2) | Reno-Solutions VB Esneux | 0:3 (20:25, 13:25, 23:25) | VC Zoersel | Complexe sportif Adrien Herman, Esneux |

### 1/16 finału
| 22.10.2021 21:00 (UTC+2) | VT Marke-Webis Wevelgem | 3:1 (25:23, 28:30, 25:11, 25:17) | D'hondt Volley Oudenaarde | Sporthal Marke, Kortrijk |

| 14.10.2021 21:00 (UTC+2) | Hellvoc Hemiksem-Schelle | 3:0 (27:25, 30:28, 25:22) | VC Feniks Haacht | Gemeentelijk sportcentrum, Hemiksem |

| 20.10.2021 20:30 (UTC+2) | Interfreight Brabo Antwerp VT | 3:1 (18:25, 25:11, 25:19, 25:18) | Berg-op Wijgmaal | Sporthal Arena, Antwerpia |

| 17.10.2021 17:00 (UTC+2) | VC Tesla Lint | 1:3 (25:21, 20:25, 19:25, 22:25) | Waremme Volley B | OC De Witte Merel, Lint |

| 02.10.2021 20:00 (UTC+2) | VT Safesign Hasselt | 3:0 (25:23, 25:15, 25:19) | Mendo Booischot B | Stedelijke sporthal Runkst, Hasselt |

| 15.10.2021 21:00 (UTC+2) | Amigos Van Pelt Sint-Antonius | 3:1 (25:23, 25:20, 21:25, 25:23) | Knack Roeselare B | Jartazi Arena, Sint-Antonius (Zoersel) |

| 20.10.2021 20:30 (UTC+2) | Axis Guibertin | 3:2 (25:18, 25:27, 25:20, 18:25, 19:17) | BW Nivelles | Centre sportif Jean Moisse, Mont-Saint-Guibert |

| 14.10.2021 20:30 (UTC+2) | VC Syneton Klein Brabant Puurs | 3:0 (25:22, 25:17, 25:18) | VC Zoersel | Sporthal Vrijhals, Puurs |

### 1/8 finału
| 30.10.2021 19:30 (UTC+2) | Lindemans Aalst | 3:0 (25:17, 25:18, 25:20) | VT Marke-Webis Wevelgem | Sportcentrum Schotte, Aalst |

| 31.10.2021 18:00 (UTC+1) | Hellvoc Hemiksem-Schelle | 1:3 (21:25, 20:25, 25:22, 16:25) | Greenyard Maaseik | Gemeentelijk sportcentrum, Hemiksem |

| 31.10.2021 20:30 (UTC+1) | Interfreight Brabo Antwerp VT | 0:3 (22:25, 19:25, 18:25) | Volley Haasrode Leuven | Sporthal Arena, Antwerpia |

| 31.10.2021 14:30 (UTC+1) | Waremme Volley B | 3:1 (25:16, 25:22, 23:25, 25:18) | VT Safesign Hasselt | Pôle ballons, Waremme |

| 31.10.2021 17:00 (UTC+1) | Amigos Van Pelt Sint-Antonius | 0:3 (10:25, 19:25, 14:25) | Knack Roeselare | Jartazi Arena, Sint-Antonius (Zoersel) |

| 30.10.2021 20:30 (UTC+2) | Decospan Volley Team Menen | 3:1 (25:21, 25:19, 22:25, 25:23) | Waremme Volley | CC De Steiger – Sporthal Vauban, Menen |

| 03.11.2021 20:30 (UTC+1) | Axis Guibertin | 1:3 (18:25, 23:25, 30:28, 16:25) | Caruur Volley Gent | Centre sportif Jean Moisse, Mont-Saint-Guibert |

| 30.10.2021 20:30 (UTC+2) | VC Syneton Klein Brabant Puurs | 0:3 (21:25, 22:25, 18:25) | Tectum Achel | Sporthal Vrijhals, Puurs |

### Ćwierćfinały
| 25.11.2021 20:30 (UTC+1) | Lindemans Aalst | 3:2 (25:19, 25:23, 22:25, 22:25, 15:12) | Greenyard Maaseik | Sportcentrum Schotte, Aalst Widzów: 400 Sędziowie: Robin Schoenmakers i Koen Luts |

| 24.11.2021 20:30 (UTC+1) | Volley Haasrode Leuven | 3:0 (25:15, 25:15, 25:17) | Waremme Volley B | Sportcomplex Haasrode, Oud-Heverlee Widzów: 90 Sędziowie: Tom Knaepkens i Dirk Vandeweyer |

| 24.11.2021 20:30 (UTC+1) | Knack Roeselare | 1:3 (23:25, 21:25, 25:22, 22:25) | Decospan Volley Team Menen | Tomabelhal, Roeselare Widzów: 520 Sędziowie: Koen Luts i Robin Schoenmakers |

| 24.11.2021 20:30 (UTC+1) | Caruur Volley Gent | 3:0 (34:32, 25:21, 25:23) | Tectum Achel | Edugo Arena, Gandawa Widzów: 0 Sędziowie: Maarten Ghysel i Kris van der Linden |

### Półfinały
|  | Lindemans Aalst | 6 – 0 | Volley Haasrode Leuven |  |

| 15.12.2021 20:30 (UTC+1) | Lindemans Aalst | 3:1 (17:25, 25:15, 25:15, 25:20) | Volley Haasrode Leuven | Sportcentrum Schotte, Aalst Widzów: 0 Sędziowie: Marie-Catherine Boulanger i Tom Knaepkens |

| 22.12.2021 20:30 (UTC+1) | Volley Haasrode Leuven | 1:3 (34:36, 26:24, 23:25, 21:25) | Lindemans Aalst | Sportcomplex Haasrode, Haasrode Widzów: 0 Sędziowie: Koen Luts i Paul Herbots |

|  | Decospan Volley Team Menen | 3 – 3 | Caruur Volley Gent |  |

| 16.12.2021 20:00 (UTC+1) | Decospan Volley Team Menen | 1:3 (19:25, 25:19, 24:26, 15:25) | Caruur Volley Gent | CC De Steiger – Sporthal Vauban, Menen Widzów: 0 Sędziowie: Maarten Ghysel i Björn Willems |

| 21.12.2021 20:30 (UTC+1) | Caruur Volley Gent | 0:3 (16:25, 19:25, 14:25) | Decospan Volley Team Menen | Edugo Arena, Gandawa Widzów: 0 Sędziowie: Wim Cambré i Tom Knaepkens |

|  | Caruur Volley Gent | złoty set: 15:11 | Decospan Volley Team Menen |  |

### Finał
| 27.02.2022 13:45 (UTC+1) | Lindemans Aalst | 1:3 (25:21, 23:25, 23:25, 14:25) | Caruur Volley Gent | Sportpaleis Antwerp, Antwerpia Widzów: 6100 Sędziowie: Björn Willems i Marie-Catherine Boulanger |